# دانيال أغيليرا
دانيال أغيليرا (بالإسبانية: Daniel Aguilera)‏ (30 يوليو 1988 - ) هو مدرب كرة قدم ولاعب كرة قدم تشيلي في مركز الدفاع. لعب مع نادي كوبريسال.

## وصلات خارجية
- دانيال أغيليرا على موقع قاعدة بيانات كرة القدم.إي يو (الإنجليزية)
- دانيال أغيليرا على موقع Soccerway.com (الإنجليزية)
- دانيال أغيليرا على موقع عالم كرة القدم.نت (الإنجليزية)
- دانيال أغيليرا على موقع AS.com (الإسبانية)